# Manuel Delgado Parker
Manuel Delgado Parker (Lima, 18 de noviembre de 1935-Ib., 16 de septiembre de 2019) fue un empresario peruano, fundador del conglomerado de medios de comunicación Grupo RPP.

## Biografía
Manuel fue el quinto hijo del empresario peruano Genaro Delgado Brandt y de Raquel Parker Murguía. 
Se casó con Frieda Nachtigall Valderrama en 1960, con quien tuvo a sus hijos Frida, Úrsula, Manuel, Claudia, Hugo y Natalia Delgado Nachtigall.
Falleció a los 83 años, el 16 de septiembre de 2019.

## Actividad empresarial
Ingresó a trabajar a Radio Panamericana en los años 1950, como parte de la administración de la emisora fundada por su padre al inicio de esta década.
Luego fundó Radio Programas del Perú, una emisora de radio dedicada a la transmisión, a nivel nacional, de programas de radionovela, servicios y consejos. 
Ocupó la gerencia de Panamericana Televisión de 1968 hasta 1971, cuando el Gobierno Militar tomó el control de los medios de comunicación. En los años siguientes vivió en Buenos Aires, Puerto Rico y en Los Ángeles, California.
Regresó de los Estados Unidos en 1979 y asumió la dirección de RPP. Como tal lanzaría la Central de Informaciones, espacio que serviría para llegar a más personas a través de la difusión de noticias.  Este espacio aún sigue caracterizando a la emisora.
En 1990 funda la Sociedad Latinoamérica de Radiodifusión conformada por las principales cadenas de radioemisoras de Ecuador, Colombia, Venezuela, Bolivia y Argentina.
Tuvo a su cargo la Dirección del canal Panamericana Televisión en los años noventa, en la que permaneció como accionista principal hasta que vendió sus participaciones para así impulsar la conformación del Grupo RPP, empresa que actualmente administra. En Estados Unidos también fundó, junto a su hermano Hector Delgado Parker, la cadena de televisión peruana internacional Sur Perú perteneciente a la cadena Canal Sur dirigida a toda la comunidad peruana en ese país.